# 천루 (피겨스케이팅 선수)
천루(중국어 간체자: 陈露, 정체자: 陳露, 병음: Chén Lù, 한자음: 진로, 1976년 11월 24일~)는 중화인민공화국의 피겨스케이팅 선수이다. 중국 여자 싱글 선수로는 최초로 주요 국제 대회에서 메달을 획득한 선수로 "양산백과 축영대" 전설에서 따온 피겨스케이팅 프로그램을 활용했기 때문에 중국 내에서 "은반 위의 나비(冰上蝴蝶)"라는 애칭으로 불렸다.
창춘 출신으로, 어릴 때부터 스케이트를 탔고, 중국 여자 싱글 부문에서 정상에 오른 이후 국제 무대에도 진출, 1992년 동계 올림픽에서 6위에 올랐다. 같은 해에 열린 1992년 세계 선수권 대회에서 동메달을 획득하면서 중국 출신으로는 처음으로 세계 선수권 대회 메달을 획득했다. 1993년 세계 선수권 대회에서도 다시 동메달을 획득했으며, 1994년 동계 올림픽에서도 동메달을 획득했다. 1995년 세계 선수권 대회에서는 금메달, 1996년 세계 선수권 대회에서 은메달을 획득하면서 전성기를 누렸으나, 1997년 세계 선수권 대회에는 부상의 여파로 25위로 내려갔다. 부상에서 회복된 후 1998년 동계 올림픽에서 다시 동메달을 획득했다.

## 같이 보기
- 피겨스케이팅
- 세계 피겨스케이팅 선수권 대회
- 1992년 동계 올림픽 피겨스케이팅
- 1994년 동계 올림픽 피겨스케이팅
- 1998년 동계 올림픽 피겨스케이팅